# Џигме Синге Вангчук
Џигме Синге Вангчук (џонгкански:, рођен 1955) је четврти краљ Бутана. Владао је тридесет и четири године 1972 — 2006.

## Детињство и младост
Ступио је на престо са седамнаест година, 1972, након изненадне смрти свога оца, Џигме Дорџи Вангчука. Када је званично крунисан, 2. јуна 1974, био је најмлађи монарх у свету са само осамнаест година. Крунисању је присуствовао велики број страних представника, чиме је јасно показан крај дуге изолованости земље. Школовао се у Бутану, Индији и Уједињеном Краљевству.

## Модернизација
За време владавине Џигме Синге Вангчука телевизија и интернет су постали доступни. Међутим чак и сада у земљи не постоје семафори, а по закону сви морају да носе традиционалну одећу 14. века. Туризам у Бутану је за време његове владавине био на ниском нивоу.
Џигме Синге Вангчук је творац Бруто националне среће.

## Абдикација
Џигме је 17. децембра 2005. године када је напунио педесет година, објавио намеру да абдицира и престо препусти свом сину 2008. године. Међутим едиктом који је издао 14. децембра 2006. власт је одмах препустио свом сину Џигме Хесар Намгјел Вангчуку. Наредио је такође да се парламентарни избори одрже 2008. године.

## Породични живот
Џигме Синге Вангчук је био у браку са четири краљице и има укупно десетеро деце, пет синова и пет кћери.